# Hedychium macrorrhizum
Hedychium macrorrhizum är en enhjärtbladig växtart som beskrevs av Henry Nicholas Ridley. Hedychium macrorrhizum ingår i släktet Hedychium och familjen Zingiberaceae. Inga underarter finns listade i Catalogue of Life.